# Starship Integrated Flight Test

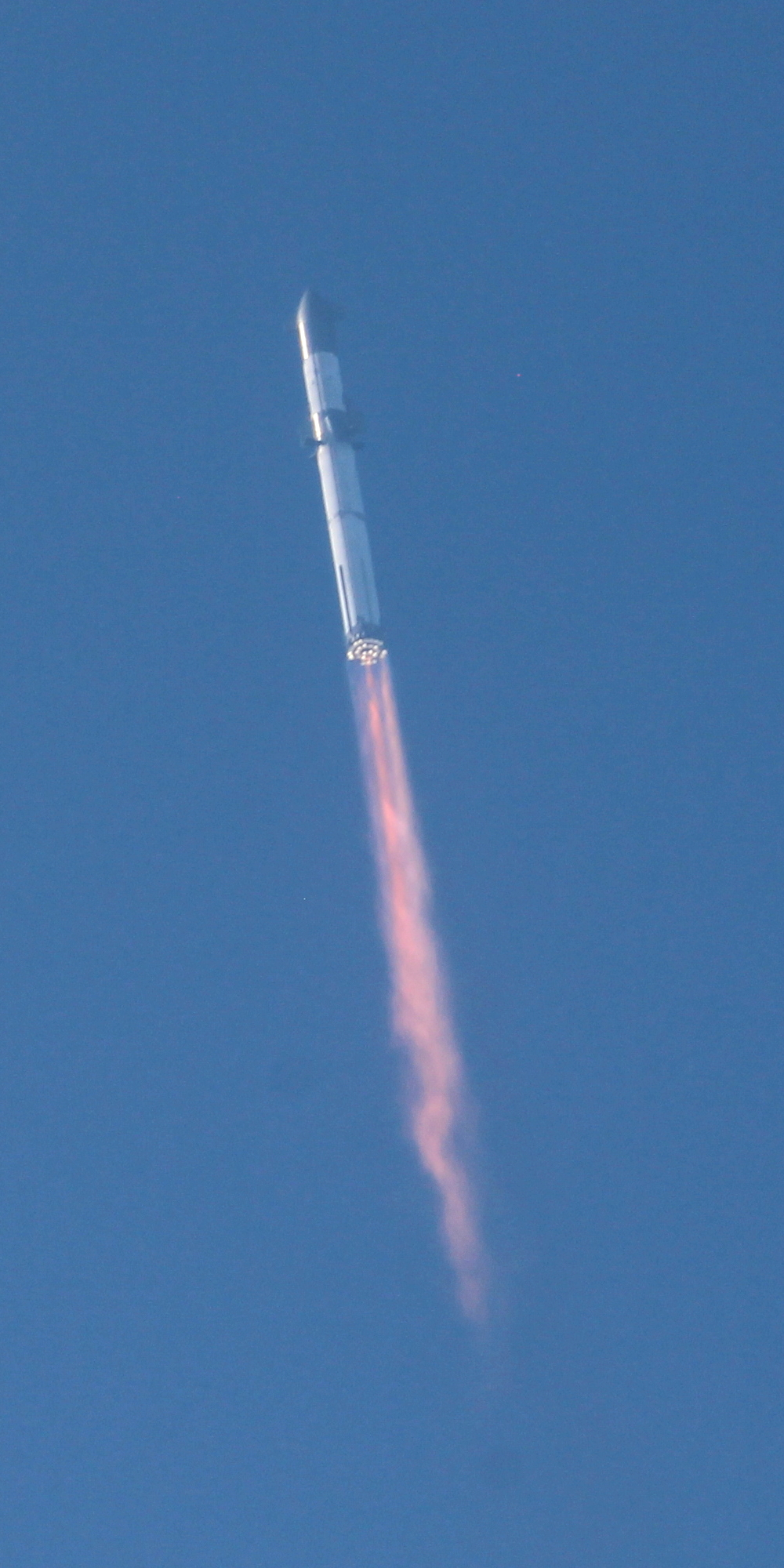

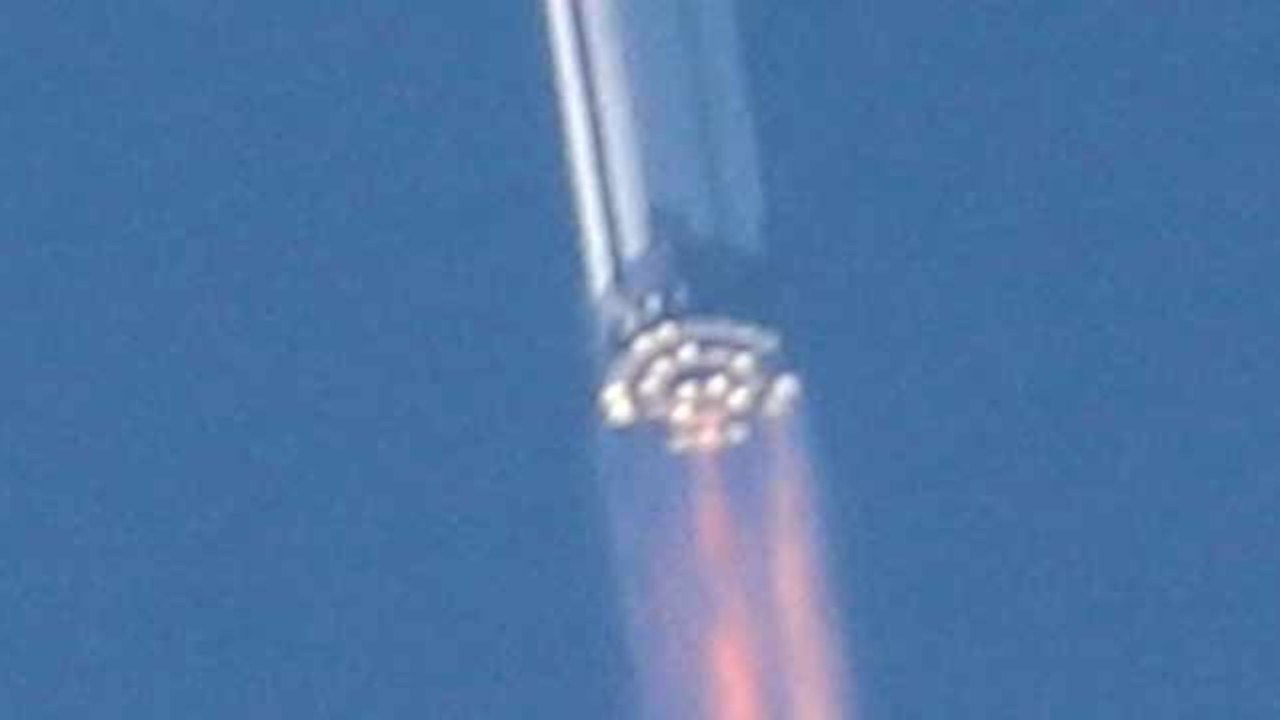
Pohled na spodek rakety s několika nefunkčními motory.

Starship Integrated Flight Test  byl let kosmické lodi Starship na nosné raketě Super Heavy. Obě součásti sestavy byly vyvinuty a postaveny společností SpaceX podnikatele Elona Muska. Start se odehrál 20. dubna 2023, loď i s nosičem byly zničeny výbuchem asi 4 minuty po startu.

## Nosná raketa Super Heavy a kosmická loď Starship
Spodní část startovní sestavy tvořila nosná raketa, resp. první, urychlovací stupeň Super Heavy. Byl 69 metrů vysoký a jeho průměr v celé výšce dosahoval 9 metrů. Pohon zajišťovalo celkem 33 motorů Raptor, které měly při plném výkonu souhrnný tah asi 76 MN, což ze sestavy činilo nejsilnější raketu v historii dobývání vesmíru. Nádrže urychlovacího stupně pojmuly celkem 3 400 tun pohonných hmot, z toho zhruba tři čtvrtiny kapalného kyslíku a zbytek podchlazeného kapalného metanu.
Kosmická loď Starship tvořila horní část sestavy. Byla 50 metrů vysoká a po většinu délky udržovala průměr 9 metrů, tedy shodný s urychlovacím stupněm – až v horní čtvrtině se průměr postupně zmenšoval a vytvářel zaoblenou kuželovitou špičku. Šest motorů Raptor – tři optimalizované pro provoz ze vesmírném vakuu, tři pro provoz v atmosféře – mělo k dispozici celkem 1200 tun pohonných látek. SpaceX udávalo kapacitu nákladu 100 až 150 tun.
Obě součásti byly vyvinuty jako plně znovupoužitelné a určené pro vynášení satelitů a dalších kosmických těles, zásob včetně paliva, i pro vesmírnou turistiku, cesty k Měsíci a meziplanetární lety.

## Příprava letu
V původních plánech SpaceX hovořila o prvním orbitálním letu v roce 2020. Skutečné přípravy na další krok ve vývoji sestavy Super Heavy/Starhip se ale mohly rozběhnout až po prvním úspěšném přistání prototypu lodi Starship se sériovým číslem 15 (SN15) 5. května 2021. SpaceX odhalila plány o osm dní později v souvislosti s podáním ohledně komunikačního provozu nadcházejícího letu na Federální komise pro komunikace (FCC). Za cíl letu přitom označila ověření základních schopností rakety při startu a dosažení oběžné oběžné dráhy, aniž by se plně vyzkoušely složité přistávací a návratové systémy.

### Plánovaný průběh letu
Podle zveřejněného záměru měla raketa odstartovat ze základny Starbase v Boca Chica na texaském pobřeží Mexického zálivu a stoupat v koridoru mezi Floridou a Kubou. Urychlovací stupeň se měl od kosmické lodi oddělit asi 170 sekund po startu, vrátit se a přistát na mořskou hladinu asi 32 km od pobřeží Mexického zálivu. Kosmická loď Starship mezitím měla vystoupat (podle později zveřejněných údajů až do výšky asi 235 kilometrů nad povrchem Země) po transatmosférické oběžné dráze (s perigeem v atmosféře Země), což by umožnilo návrat po necelém jednom oběhu bez nutnosti opětovného spuštění motorů kvůli brzdicímu manévru. K měkkému přistání do moře by došlo po 90 minutách letu, asi 100 km severozápadně od havajského ostrova Kauai. Den před plánovaným startem 17. dubna 2023 však byla oznámena drobná změna, místo přistání bude severně od havajského ostrova Oahu.

### Termín startu
Společnost SpaceX nestanovila konkrétní datum použití telekomunikačního vybavení na lodi Starship (tedy datum letu), ale v žádosti na FCC naznačila očekávání, že k demonstrační misi dojde někdy mezi 20. červnem a 20. prosincem 2021. Tento plán však vzal zasvé kvůli nedokončenému environmentálnímu posouzení základny Starbase, které měl na starosti Federální úřad pro letectví (FAA). Ten posuzování zahájil v listopadu 2020, v před koncem roku 2021 však bylo oznámeno, že výsledek posouzení bude kvůli velkému množství připomínek dotčených subjektů zveřejněn až 28. února 2022. Termín byl ještě dvakrát o měsíc odložen, ale ve skutečnosti FAA posouzení zveřejnil až 13. června 2022 a oznámil, že SpaceX bude muset provést více než 75 opatření ke zmírnění dopadů na životní prostředí, než bude ze strany FAA možné vydat licenci ke startu. Požadovaná zmírnění mířila především k ochraně vodních zdrojů, limitům hladiny hluku a kontrole biologicky nebezpečných materiálů.
V srpnu 2022 SpaceX doplnila žádost na FCC o variantní možnost přistání urychlovacího stupně přímo na základně Starbase.
Během pokračujících příprav rampy, urychlovače i kosmické lodi se postupně objevilo několik spekulací o možném termínu startu – např. v prosinci 2022 nebo březnu 2023. Vždy ovšem připomínaly, že FAA stále nevydala licenci nutnou k provedení letu. Elon Musk 17. 3. 2023 oznámil, že firma bude připravena ke startu za několik týdnů, takže načasování testovacího letu bude záviset FAA.
Až v prvních dnech dubna 2022 se objevila celá řada indicií, že SpaceX vážně pracuje s termínem startu kolem 10. dubna. Nejprve bylo 1. dubna vydáno navigační varování pro Mexický záliv a Havaj na období od 6. do 12. dubna, a to včetně mapy s vyznačenou trasou letu. Kromě toho se 4. dubna ukázalo, že si NASA si na 10. a 11. dubna předběžně zarezervovala kvůli snímkování své výškové letadlo WB-57 a navíc se v průběžném operačním plánu FAA objevilo avízo plánovaného letu 10. dubna včetně záložních termínů 11. a 12. dubna. FAA však záhy sdělila, že by uvedení data startu v plánu "nemělo být interpretováno jako známka toho, že bylo rozhodnuto o vydání licence nebo že se tak stane". Již 6. dubna SpaceX i FAA posunuly očekávaný termín startu na týden od 17. dubna a k němu směrovaly i další indicie v týdnu od 10. dubna, např. omezení provozu na státní silnici Highway 4 v oblasti kosmodromu, vydané 13. dubna, nebo o den později zveřejněné vyhlášení Pobřežní stráže USA o omezeních námořního provozu v oblasti na východ od základny Starbase.  A 14. dubna ve večerních hodinách byla konečně vydána také licence FAA k provedení letu. SpaceX pak oznámila, že startovní okno 17. dubna bude otevřené od 12:00 UTC do 14:30 UTC.

### Příprava boosteru a kosmické lodi
Pokud jde o prototypy připravované na první testovací let, po úspěšném přistání prototypu Starship SN15 v květnu 2021 se očekávalo, že volba padne na urychlovací stupeň označovaný jako Booster 4 a Starship se sériovým číslem 20 (SN20), které byly v srpnu 2021 jako první spojeny na startovací rampě. Elon Musk ale v březnu 2022 oznámil, že k letu použity budou nové prototypy a později bylo upřesněno, že půjde o Starship SN24 (Ship 24) a Booster 7.
Booster 7 procházel od podzimu 2021 do podzimu 2022 postupnou montáží a testováním všech komponent, přičemž 11. července došlo k neplánované detonaci pod tryskami, která ale nenapáchala významnější škody. Starship 24 si slabší chvilku dopřála 8. září 2022 při osmisekundové statické zkoušce všech šesti motorů, při níž bylo poškozeno nebo zničeno 30 z jejích 25 tisíc keramických dlaždic tepelné ochrany pro přistání.
Po opravách a dalších testech byla na startovní rampě 11. října 2022 loď Starship poprvé usazena na svůj urychlovací stupeň. Další práce pak ve výrobním zařízení pokračovaly až do začátku nového roku a po nich týmy 24. ledna 2023 na startovní rampě provedly klíčovou závěrečnou prověrku připravenosti celé sestavy k letu, tzv. zkoušku mokrých šatů (wet dress rehearsal), při níž se provádějí všechny předstartovní přípravy včetně natankování nádrží s pohonnými hmotami. Booster 7 bez usazené lodi Starship pak 9. února 2023 absolvoval společný desetivteřinový zážeh všech svých 33 motorů – zkouška byla označena za úspěšnou, i když jeden z motorů byl těsně před zkouškou vyřazen z provozu a další se během chodu předčasně vypnul. Booster 7 pak byl 1. dubna 2023 definitivně usazen na startovní rampu a o dva dny později podroben testu čerpání paliva. Za další tři dny na něj byla doplněna také loď Starship, kterou ovšem technici 11. dubna ještě jednou sejmuli, aby vedle rampy prováděli dokončovací práce, např. instalaci a nastavení pyrotechnických náloží systému ukončení letu pro případ nesprávného průběhu startu. K jejímu opětovnému usazení na Booster po dokončení prací došlo 15. dubna (video).

### Nedokončený startovní pokus
První pokus o start se uskutečnil 17. dubna 2023. Týmy se nejprve soustředily na 13:00 UTC, poté během čerpání paliva posunuly cílový čas na 13:20 UTC, ale nakonec se během startovní sekvence projevila jediná závada, která ovšem první pokus o start překazila. Zamrzlý ventil tlakového systému způsobil, že start byl devět minut před plánovaným startem zrušen. Vedení mise se ale rozhodlo využít jinak zcela připravené a plně natankované rakety k testu dalších kroků směřujících ke startu, což by mohlo odhalit případné další závady. Předstartovní příprava se tak fakticky změnila ve „zkoušku mokrých šatů“ (wet dress rehearsal) a bez zjištění dalších potíží skončila 40 sekund před zážehem motorů. Další pokus se uskuteční nejdříve za 48 hodin. Také Elon Musk krátce po ukončení odpočítávání informoval, že nový test se uskuteční během několika dní. Společnost o půl dne později oznámila, že další pokus o start se uskuteční 20. dubna, startovní okno bude otevřeno od 13:28 UTC do 14:30 UTC.

## Neúspěšný start a jeho vyšetřování
Další pokus cílil na předem stanovený termín 20. dubna 2023 v 13:28. Po normálním průběhu předstartovní přípravy se v čase T minus 15 sekund zastavil odpočet kvůli dodatečnému prověření připravenosti ke startu. Po opětovném spuštění odpočtu nosič Booster 7 s lodí Starship S24 odstartoval ve 13:33:08 UTC, po opuštění rampy však 4 ze 33 motorů Raptor selhávaly. Kromě toho explodovala hydraulická jednotka HPU, součást systému umožňujícího naklánění 13 středových motorů, a tím i řízení letu. Výbuch nejspíš způsobil výpadek dvou motorů ve vnějším prstenci, takže 1 minutu a 17 sekund po startu nefungovalo celkem 6 motorů. Přesto nosič s kosmickou lodí překonal okamžik maximálního dynamického namáhání konstrukce a podle údajů společnosti SpaceX po dvou minutách letu vystoupal do výšky asi 39 kilometrů a dosáhl přitom rychlosti přes 1 800 km/h. Protože všechny nefunkční motory byly na stejné polovině prvního stupně, byl jeho tah nevyvážený. Navíc se těžiště posouvalo vzhůru, dál a dál od motorů, protože většina pohonných látek v prvním stupni již byla spotřebována, což řízení letu dále komplikovalo. Zkázu dokonala po 2 minutách a 10 sekundách letu skutečnost, že nedošlo k plánovanému oddělení obou startujících součástí a sestava se začala nekontrolovaně rotovat. Systémem ukončení letu byl aktivován už po začátku nekontrolovatelné rotace, ale nezafungoval. Po 3 minutách a 59 sekundách sestava explodovala.
Na fotografiích a videích zveřejněných po skončení letu byly zřetelně viditelné značné škody pod startovací lavicí a různá poškození na místě startu a okolní infrastruktuře včetně nedaleko stojících nádrží, z nichž byly do nádrží rakety před startem čerpány pohonné látky. Na některých videích byly zachyceny i velké kusy odletujících trosek podkladu rampy. Skutečný rozsah ani příčiny poškození prozatím nebyly společností SpaceX souhrnně komentovány. Média informovala o zjištění spadu částic z nehody "na míle daleko" a rozbitá okna byla nahlášena až z města Port Isabel, celých 10 kilometrů severně od startovní rampy.
Zakladatel SpaceX Elon Musk po krátkém letu konstatoval, že tým získal mnohá ponaučení pro další let, který se uskuteční během několika měsíců. Pozitivně testovací let ohodnotili také administrátor NASA Bill Nelson, nebo generální ředitel ESA Josef Aschbacher.
FAA výsledek startovního pokusu ohodnotil prohlášením, že bude dohlížet na vyšetřování nehody a další lety budou možné, až FAA rozhodne, že žádný systém, proces nebo postup související s nehodou nemá vliv na veřejnou bezpečnost.
Elon Musk na Twitteru den po neúspěšném startu uvedl: "Před třemi měsíci jsme začali stavět masivní ocelovou desku s vodním chlazením, která bude umístěna pod startovací lavicí. Nebyla včas hotová a my jsme se na základě údajů o statickém zážehu mylně domnívali, že vysoce odolný beton Fondag jeden start vydrží. Vypadá to, že za 1 až 2 měsíce můžeme být připraveni k dalšímu startu.
Správa USA pro ochranu ryb, volně žijících živočichů a planě rostoucích rostlin (U.S. Fish and Wildlife Service) po startovním pokusu oznámila, že trosky nosiče SuperHeavy kosmické lodi Starship pokryly 385 akrů (asi 1,5 čtverečního kilometru) půdy patřící státnímu parku Boca Chica a společnosti SpaceX. Jižně od rampy ve státním parku byl také nalezen požár na zhruba 3,5 akrech (asi 1,4 hektaru). Nebyla však nalezena žádná mrtvá těla zabitých divokých zvířat. Z oblaku práškového betonu, který vznikl při startu, se materiál ukládal na povrch až 6,5 míle (asi 10,5 kilometru) severozápadně od startovní rampy.
Deset dní po startu Elon Musk podrobněji rozebral jednotlivá zjištění týkající se startu, řízení i autodestrukce lodi a budoucích plánů. Potřebný čas k přípravě na druhý pokus odhadl na 6 až 8 týdnů.
SpaceX ale až 15. srpna 2023 předložila FAA výsledky svého šetření příčin neúspěchu prvního letu a návrh – částečně již provedených – opatření, jak se při druhém letu dobrat lepšího výsledku.
FAA oznámil závěry svého vyšetřování 8. září 2023 – nalezl „více hlavních příčin“ selhání prvního startovního pokusu, které ale nezveřejní, protože jde o informace podléhající právní ochraně. Úřad také stanovil 63 nápravných opatření, která musí SpaceX před dalším startem provést, než uskuteční další lety.
SpaceX v samostatné reakci ve stejný den uvedla, že "únik pohonné hmoty na spodním konci boosteru Super Heavy způsobil požáry, které přerušily spojení s primárním letovým počítačem, což vedlo ke ztrátě komunikace s většinou motorů a nakonec i ke ztrátě kontroly nad celou sestavou."